# Jamie Barr
Jamie Barr (ur. 1965) – szkocki strongman.
Wziął udział w Mistrzostwach Świata Strongman 1998 i Mistrzostwach Świata Strongman 1999, w obu jednak nie zakwalifikował się do finału.

## Osiągnięcia strongman
- 1994
  - 1. miejsce - Scotland's Strongest Man
- 1999
  - 1. miejsce - Scotland's Strongest Man
  - 3. miejsce - Mistrzostwa Wielkiej Brytanii Strongman
- 2000
  - 8. miejsce - Mistrzostwa Europy Strongman 2000
  - 1. miejsce - Scotland's Strongest Man
- 2001
  - 1. miejsce - Scotland's Strongest Man
- 2005
  - 2. miejsce - Scotland's Strongest Man
- 2006
  - 1. miejsce - Scotland's Strongest Man